# Siège de Trébizonde (1205)
Cet article concerne le siège de Trébizonde de 1205. Pour le siège de Trébizonde de 1461, voir Siège de Trébizonde (1461).
Guerres byzantino-seldjoukides
Batailles
- Kapetrou
- 1re Manzikert
- Césarée
- Iconium
- 2e Manzikert
- Campagnes seldjoukides en mer Égée
- 2e Nicée
- 3e Nicée (en)
- Philomélion
- Campagnes de Jean II Comnène
- Laodicée
- Shaizar
- Myriokephalon
- Hyelion et Leimocheir
- Cotyaeum
- Trébizonde
- Antalya
- Antioche du Méandre

Le siège de Trébizonde entre 1205 et 1206 est une tentative du sultanat de Roum pour s'emparer de la cité sur les rivages de la mer Noire. Auparavant, les Seldjoukides ont victorieusement pris les cités grecques de l'ouest de l'Asie mineure et celles de leurs rivaux danichmendides. Cependant ils échouent à capturer la ville.

## Conséquences
Finalement, le sultan Kay Khusraw reporte son attention contre l'empire de Nicée et réussit à s'emparer de la ville d'Antalya.